# Moÿ-de-l'Aisne
Moÿ-de-l'Aisne är en kommun i departementet Aisne i regionen Hauts-de-France i norra Frankrike. Kommunen ligger  i kantonen Moÿ-de-l'Aisne som ligger i arrondissementet Saint-Quentin. År 2022 hade Moÿ-de-l'Aisne 986 invånare.

## Befolkningsutveckling
Antalet invånare i kommunen Moÿ-de-l'Aisne
Referens: INSEE